# Adrianus Arie van Eeten
Adrianus Arie van Eeten (Andel, 9 juli 1904 – Goes, 13 september 1982) was een Nederlands politicus van de Anti-Revolutionaire Partij (ARP).
Hij werd geboren als zoon van Roeland van Eeten (1860-1905, landbouwer) en Hendrika Abrahamina Johanna van Herwijnen (1868-1953). Zelf begon hij zijn ambtelijke loopbaan als volontair bij de gemeente Eethen en later was hij adjunct-commies in tijdelijke dienst bij de gemeente Haarlemmermeer. In 1934 werd Van Eeten burgemeester van de Zeeuwse gemeente Nieuwerkerk. Daarnaast was hij vanaf 1950 gedurende twintig jaar lid van de Provinciale Staten van Zeeland. De gemeenten Nieuwerkerk, Oosterland en Ouwerkerk fuseerden in 1961 tot de gemeente Duiveland waarvan hij tot zijn pensionering in 1969 de burgemeester was. 
Nadat zijn partijgenoot I.A. Diepenhorst in 1965 minister van Onderwijs en Wetenschappen was geworden werd Van Eeten tussentijds lid van de Eerste Kamer der Staten-Generaal. Hij zou vier jaar Eerste Kamerlid blijven.
Van Eeten overleed in 1982 op 78-jarige leeftijd.
- Biografisch Portaal: 25193376
- Parlement.com: vg09ll0b9wxt